# فلامنکو
فلامنکو (به اسپانیایی: Flamenco) سبکی از آواز، موسیقی و رقص اسپانیایی است. این نوع موسیقی تحت تأثیر سبک‌ها و فرهنگ‌های مختلف به شکل امروزی درآمده‌است و می‌توان گفت که بیشترین تأثیر خود را از کولی های اسپانیا گرفته‌است. در شکل‌گیری و تکامل این سبک نمی‌توان از تأثیرگذاری موسیقی مورها و مسلمانان شمال آفریقا و  موسیقی عربی و حتی موسیقی سنتی ایرانی چشم پوشی کرد.
فلامنکو در حقیقت از ۳ قسمت رقص فلامنکو، آواز فلامنکو و گیتار فلامنکو تشکیل شده‌است. خاستگاه این نوع موسیقی ایالت اندلس است، ولی مبدل به سمبل موسیقی اسپانیایی و حتی به‌طور کلی فرهنگ اسپانیایی شده‌است. این نوع موسیقی شامل تکنیک‌ها و توکه‌های جالب و زیبایی است.
البته کاربرد لغت توکه غلط مصطلح است زیرا معنی این کلمه نوازندگی گیتار می‌باشد و بهتر است از کلمهٔ پالو (معادل دستگاه در موسیقی ایرانی) استفاده شود. بعضی از این پالوها عبارت‌اند از بولریاس، رومبا، الگریاس، فاروکا و غیره.
موسیقی فلامنکو، موسیقی سنتی اسپانیا همانند تمامی موسیقی‌های دیگر در جهان دارای رقص و علائم مخصوص به خود می‌باشد که این موسیقی و رقص، آن را از انواع دیگر موسیقی متمایز می‌سازد. حرکات دست و پا در فلامنکو هر کدام بیان‌کننده تاریخ، داستان یا افسانه‌ای می‌باشد که برای بیان کردن آن‌ها از حرکات و فرم‌های بخصوصی استفاده می‌شود. این رقص شباهت‌های بسیاری به رقص اعراب دارد. با مروری بر تاریخ جهان در می‌یابیم که اسپانیا و اَندَلُس مدتی در تصرف اعراب بوده‌اند و اعراب پس از بیرون رفتن از اسپانیا بعضی از فرهنگ‌های خود را در اسپانیا به یادگار گذاشتند که بسیاری از این فرهنگ‌ها را در معماری بناها در اسپانیا، موسیقی و رقص آن‌ها به وضوح می‌توان مشاهده کرد.
منشأ این نوع موسیقی از طبقات پایین جامعه اَندَلُسی سرچشمه گرفته بود، از این رو موسیقی از وجهه هنری لازم در میان طبقات متوسط و بالاتر جامعه برخوردار نبود.
فرهنگ فلامنکو حاکی از شورش مردم تحت ستم است. اقوام مسلمان شمال آفریقا ملقب به مورها، اقوام خیتانو و یهودیان که همگی در گذشته از سوی تفتیش عقاید کلیسای اسپانیا مورد اذیت و آزار و تبعید واقع شده‌اند.
اقوام خیتانو اساساً پایه‌گذار اولیه این شکل هنری بوده‌اند اما آن‌ها تنها دارای یک فرهنگ شفاهی هستند. آوازهای فولکلورشان از طریق اجرای مکرر آن در مجالس اجتماعی به نسل جدید منتقل شده‌است. این طبقات فقیر غیر چادرنشین جامعه اَندَلُسی به‌طور کلی بی‌سواد بودند.
همیشه در گذر زمان تغییرات و تعریفاتی وجود داشتند که آثار هنرمندان هر قرن بر آن‌ها وارد می‌شد و موسیقی فلامنکو هم مثال کاملی از این نوع تغییرات است و تا به امروز نیز در حال تغییر و تحول بوده‌است. نسل‌های جدید فلامنکو، سبک‌های جاز و دیگر سبک‌های آفریقایی و برزیلی را با فلامنکو مدرن ترکیب کرده‌اند. فلامنکو یکی از غنی‌ترین و فوق‌العاده‌ترین فرم‌های موسیقی در جهان است و بر طبق گفته منتقدین فلامنکو اصیل و خالص هیچگاه در صنعت موسیقی و هنر کمرنگ نمی‌شود..

## تاریخچه

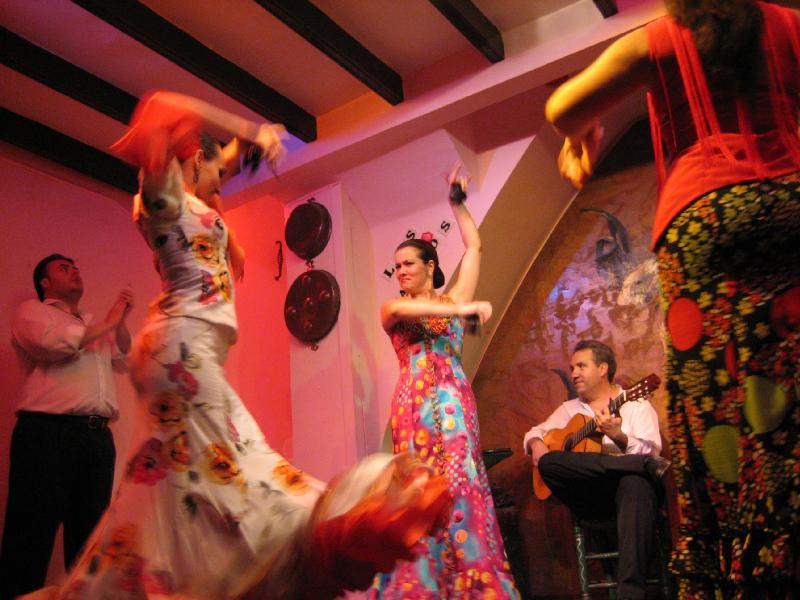
رقصندگان فلامنکو، سویل اسپانیا در مه ۲۰۰۶

دربارهٔ تاریخچهٔ فلامنکو فرضیه‌های متعددی مطرح شده‌است، اما هیچ سند قطعی در این زمینه وجود ندارد. اصطلاح «فلامنکو» تا اواخر قرن هجدهم میلادی به عنوان نام یک سبک موسیقی یا رقص ثبت نشده بود.واژهٔ اسپانیایی «فلامنکو» احتمالاً از واژهٔ «شعله» در زبان اسپانیایی مشتق شده‌است که می‌تواند به سبک پرشور و حرارت رقص و آواز فلامنکو اشاره داشته باشد. 

## پالو
پالو به استایل‌های نوازندگی می‌گویند. (همچون موسیقی ایرانی که دارای دستگاه است).
به پالو، توکه نیز می‌گویند که توکه اشتباهی است که در بین مردم به اشتباه استفاده می‌شود و در حقیقت توکه در زبان اسپانیایی به معنای نوازندگی گیتار می‌باشد.
پالوها در موسیقی فلامنکو با توجه به نوع آکوردهای استفاده شده، گام و منطقه به وجود آمدن آن در اسپانیا از هم تمیز می‌شوند.
در موسیقی فلامنکو بیش از ۵۰ پالو وجود دارد که معمولاً ۱۲ عدد آن معمولاً اجرا می‌شود. بعضی از این پائولوها در تکنوازی استفاده می‌شوند اما اکثر آن‌ها همراه با آواز یا رقص است.
چند مورد از این پالوها به قرار زیر است:
1. آلگریاس
2. بولریاس
3. bulerias por solea
4. فاندانگوس
5. فاندانگوس هوئلوا
6. گرانایناس
7. مالاگنیا
8. سولئا
9. سبیاناس
10. تانگوس
11. سگریاس
12. رومبا
13. تینتوس
14. کانتینیاس
15. پتنراس
16. زورونگو
17. تارانتا
18. تارانتو
19. زاپاتئادو
20. کابالس
21. مینرا
22. وردیالس
23. گوآخیراس
24. گاروتین
25. کلمبیاناس
26. میلونگاس
27. کانسیون نانا
28. تانگیو (تانگویلوس)
29. فولکلور

مثالی از جزئیات یک سری از پالو ها (دستگاه ها)ی فلامنکو:

#### بولریاس
بولریاس یک دستگاه 12 ضربی می باشد که تاکیدات آن روی ضربات 12 ، 3 ، 6 ، 8 و 10 می باشد.
مانند بولریاس، سولئارس و فاندانگوس هم از توکه 12 ضربی می باشند. تانگو یک توکه 4 ضربی، گرانایناس یک توکه آزاد (از نظر زمانی) و..

## موسیقی
گیتاریست‌های زیادی هستند زندگی خود را وقف موسیقی کردند از جمله این گیتاریست‌ها می‌توان پاکو د لوسیا ، توماتیتو ، پاکو پنیا ویسنته آمیگو ، سابیکاس
مانولو سنلوکار ، رامون منتایا خراردو نونیز ، پپه هبیچوئلا،پپه مارتینز ، خوان مارتین را نام برد.

## نگارخانه

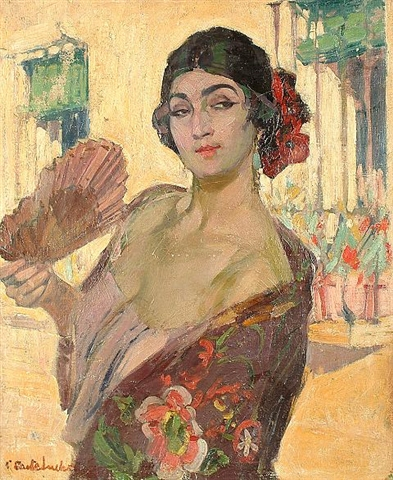
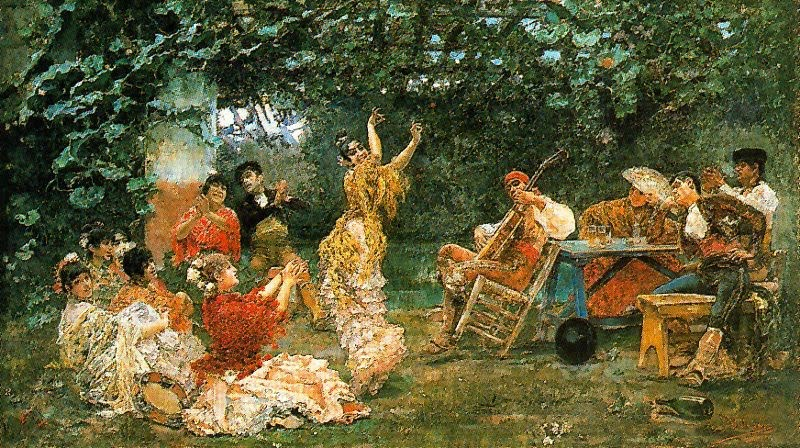
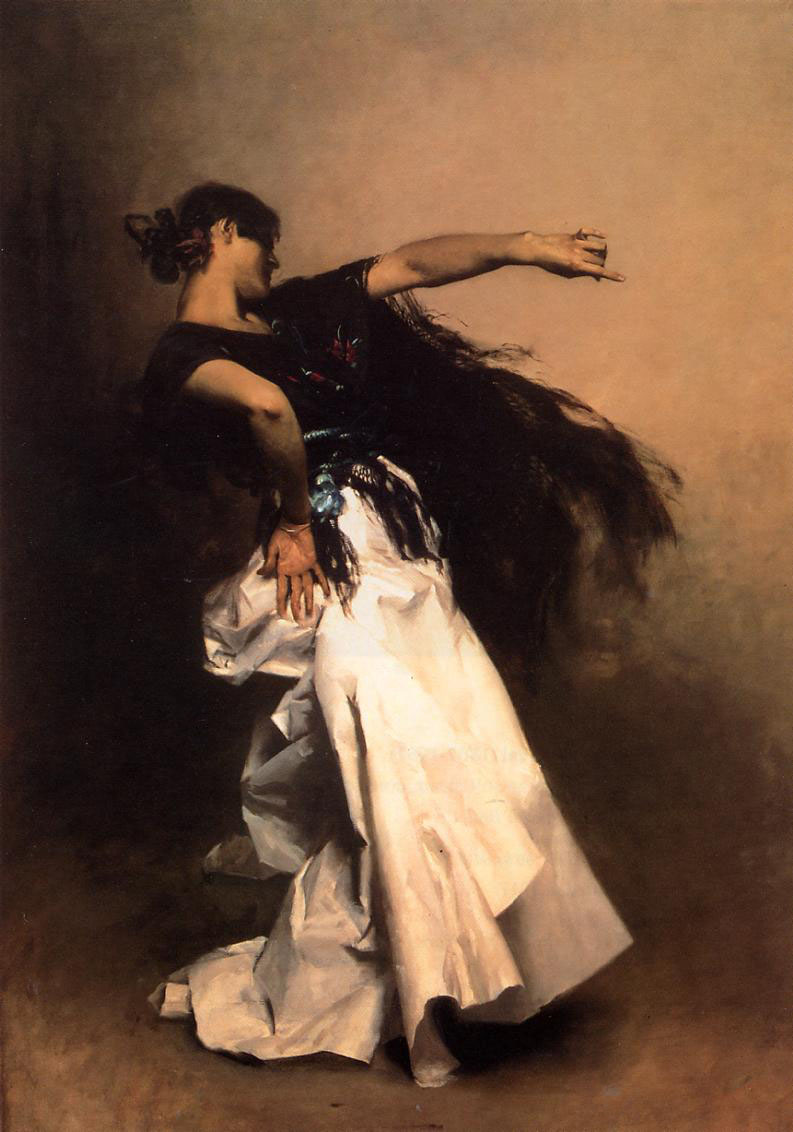